# Парламентские выборы в Эстонии (1920)
Выборы в I Рийгикогу проходили с 27 по 29 ноября 1920 года. Это были первые выборы по Конституции 1920 года. В новый парламент были избраны 100 депутатов по партийным спискам в 10 регионах. Партии и избирательные блоки имели право выставить несколько списков в одном регионе. Места распределялись на государственном уровне, голоса за разные списки суммировались по политических позициям. Затем места распределяются по формуле д’Ондта. После этого места одной партии или блока были распределены между различными списками этой политической силы по той же формуле.

## Результаты
| Партия | Идеология                 | Голоса  | % голосов | Изменение % голосов | Места | % депутатов | Изменение % депутатов |
| --- | ------------------------- | ------- | --------- | ------------------- | ----- | ----------- | --------------------- |
| Эстонская трудовая партия (Eesti Tööerakond) | Левый центризм            | 99 030  | 21,1 %    | ▼3,5 %              | 22    | 22 %        | ▼3.2 %                |
| Объединение аграриев (Põllumeeste Kogud) | Аграрианизм, Консерватизм | 97 825  | 20,8 %    | ▲14,4 %             | 21    | 21 %        | ▲14,1 %               |
| Эстонская социал-демократическая рабочая партия (Eesti Sotsiaaldemokraatline Tööliste Partei) | Социал-демократия         | 80 211  | 17,1 %    | ▼15,5 %             | 18    | 18 %        | ▼16,3 %               |
| Эстонская независимая социалистическая рабочая партия (Eesti Iseseisev Sotsialistlik Tööliste Partei) | Ультралевые               | 50 119  | 10,7 %    | ▲10,7 %             | 11    | 11 %        | ▲10,9 %               |
| Эстонская народная партия (Eesti Rahvaerakond) | Правый центризм           | 48 927  | 10,4 %    | ▼9,9 %              | 10    | 10 %        | ▼10,9 %               |
| Эстонская христианская народная партия (Eesti Kristlik Rahvaerakond) | Христианский консерватизм | 33 700  | 7,2 %     | ▲2,9 %              | 7     | 7 %         | ▲2,8 %                |
| Центральный комитет Таллинских профсоюзов (Tallinna Ametiühisuste Kesknõukogu) | Коммунизм                 | 24 849  | 5,3 %     | ▲5,3 %              | 5     | 5 %         | ▲5,0 %                |
| Германская балтийская партия (Saksa-Balti Erakond) | Интересы меньшинств       | 18 444  | 3,9 %     | ▲1,5 %              | 4     | 4 %         | ▲1,5 %                |
| Русский национальный союз в Эстонии (Vene Rahvusline Liit Eestis) | Интересы меньшинств       | 8620    | 1,8 %     | ▲0,6 %              | 1     | 1 %         | ▲0,2 %                |
| Экономическая группа (Majandusline Rühm) | Либерализм                | 4948    | 1,1 %     | ▲1,1 %              | 1     | 1 %         | ▲1,0 %                |
| Граждане Эстонской Республики с Чудского озера (Eesti Vabariigi Peipsiäärsed kodanikud) | Региональные интересы     | 1344    | 0,3 %     | ▲0,3 %              | —     | —           | —                     |
| Люди из Матси (Meie Matsi Mehed) | Группы интересов          | 614     | 0,1 %     | ▲0,1 %              | —     | —           | —                     |
| Сражающаяся армия Республики Эстония (Eesti Vabariigi Võitlussõjavägi) | Группы интересов          | 221     | 0,0 %     | ▲0,0 %              | —     | —           | —                     |
| Еврейское меньшинство (Juudi Vähemusrahvus) | Интересы меньшинств       | 211     | 0,0 %     | ▲0,0 %              | —     | —           | —                     |
| Еврейское национальное меньшинство (Juudi rahva vähemus) | Интересы меньшинств       | 184     | 0,0 %     | ▲0,0 %              | —     | —           | —                     |
| Христианская группа (Kristlik Rühm) | Христианство              | 168     | 0,0 %     | ▲0,0 %              | —     | —           | —                     |
| Избиратели из волости Пука (Kuigatsi valla hääleõiguslikud kodanikud) | Региональные интересы     | 48      | 0,0 %     | ▲0,0 %              | —     | —           | —                     |
| Все голоса |                           | 469 508 | 100,0 %   |                     | 100   |             |                       |
| - Результаты Союза фермеров сравниваются с результатами Эстонского союза крестьян. - Результаты Германской балтийской партии сравниваются с результатами Германской партии в Эстонии. - Результаты Русского национального союза в Эстонии сравниваются с результатами Союза русских граждан. |                           |         |           |                     |       |             |                       |